# オーストリア人
オーストリア人（おーすとりあじん、ドイツ語: Österreicher）とは、オーストリア共和国の国籍を持っている全ての人を指す。オーストリアの公用語はオーストリア・ドイツ語であり、多くの音楽家、外交官、神聖ローマ皇帝を輩出していて、同じ言語を話しているドイツ人とは非常に近いものの、国家としてのアイデンティティが全然異なっている。

## 概要
英語の「Austrians」やドイツ語の「Österreicher」という言葉の意味は時代とともに変化しつつ、統一的な定義は無かった。最初はオーストリア大公国のニーダーエスターライヒ州にいる固有住民のみを指したが、独立した国としてのアイデンティティを持たない。17～18世紀ではハプスブルク君主国の支配下の総人口、19世紀前半（1804～1867年）ではオーストリア帝国の領民、19世紀後半（1867～1918年）にはオーストリア＝ハンガリー帝国の内ライタニア地域における市民権を得た者を意味していた。現代のオーストリア共和国では、種族・宗教・伝統と関係なく、オーストリア全国の民を意味している。
歴史上のオーストリア人はずっとドイツ人と同じ民族に見なされていた。しかし、オーストリアの領土は昔からドイツ地方だけでは無く、チェコやハンガリーなどスラフ民族の領域も含み、神聖ローマ帝国の中でもっとも強力な構成国だった。19世紀から20世紀にかけて、オーストリア人は何度ものアイデンティティ変更をへていた。1866年の普墺戦争後、プロイセン王国はオーストリアを「ドイツ国の定義」から除外した。また、1867年、オーストリアは自らのことをオーストリア＝ハンガリー帝国へと変貌させ、ドイツ民族を中心とする単一民族国家の理念を放棄し、国民は民族にかかわらず平等に生きられる多民族国家に転換していた。さらに1871年、ドイツ地域は「ドイツ帝国」として統一されたことにより、オーストリア人はドイツ人では無いことが再びに国際社会によって確認された。
1918年の一次大戦の終戦とともに、オーストリア＝ハンガリー帝国が解体してしまい、支配下の各民族が国として独立し、帝国内のドイツ語を話す地域は「ドイツ・オーストリア共和国」（ドイツ語：Republik Deutschösterreich）として結成し、ドイツに吸収される要望を国際社会へとどけた。しかし、一年後の1919年、連合国はドイツが過剰強大になることを防ぐため、『サン＝ジェルマン条約』を調印し、オーストリアの要望を否決した。そのあと、オーストリア人は「ドイツ・オーストリア」という国名を諦め、「オーストリア第一共和国」に改名した。1938年、ナチス・ドイツは「オーストリア人もドイツ人だ」という理念の下に、国際条約を無視して強引に併合した。
7年後の1945年、ナチス・ドイツの敗北によって戦争が終わり、すべての汎ドイツ主義的な思想はナチスの遺産とみなされ、オーストリア人はもう一度独自のアイデンティティを発展しなければなら無かった。二次大戦後の何十年もの義務教育をへて、現代になると、自分のことをドイツ人とは思ってるオーストリア人はほとんど居なかった。

## 定義
オーストリア人のドイツ語は二つがあり、男性形の「Österreicher」と女性形の「Österreicherin」に分けている。
具体的な定義は以下の通り：
1. オーストリア共和国の国籍を有する全ての人：現代ではドイツ系、バイエルン系、ユダヤ系、アレマン系、イタリア系、チェコ系、スロバキア系、スロベニア系、マジャル系、トルコ系など様々な民族がオーストリアの国籍を取って、オーストリアを自分の祖国として住んでいる。
2. オーストリアの伝統文化や風俗習慣を継承している民族：1.の中でも特にドイツ語、具体的にはオーストリア・ドイツ語、バイエルン・オーストリア語、アレマン諸語の一部などを母語とする人々。オーストリア国民の9割以上を占め、ドイツ系オーストリア人という呼び方をする場合もある。しかし、この呼び名が、たとえば日系アメリカ人のようにドイツ連邦共和国からの移住者やその2世3世を指すことは滅多になく、ほとんどは累代のオーストリア人である。

## 歴史
元々、現在のオーストリアは神聖ローマ帝国の皇帝位を近世に独占していたハプスブルク家の領国オーストリア大公国の後身であり、名目上とはいえオーストリアは「ドイツ諸邦の盟主」の座にあった。
神聖ローマ帝国が崩壊した後、神聖ローマ皇帝フランツ2世はオーストリア皇帝フランツ1世と称し、オーストリア帝国が成立した。しかしハプスブルク家が世襲してきた領国（ハプスブルク帝国）には11の民族と5,000万の国民が居住しており、彼らがオーストリア家（ハプスブルク家）に忠誠を誓うことでオーストリア帝国は糾合されると考えられた。そのため「領地はたくさんある。人口はたくさんある。オーストリア民族はいない。国家はない」（H・アンディクス）と言われる有様であった。
神聖ローマ帝国亡き後に発足したドイツ連邦の議長国はオーストリア帝国であった。ドイツ連邦の解体後はプロイセン王国を中心とするドイツ帝国とハプスブルク家のオーストリア＝ハンガリー帝国に完全に分断されたが、その後もアンディクスの評を証明するように、オーストリアのドイツ語話者の間には自分たちは「ドイツ人」であるという意識が続いた。19世紀オーストリアを代表する宰相メッテルニヒも、オーストリア域外出身のドイツ人である。
第一次世界大戦によって「民族自決の原則」に従いオーストリア＝ハンガリー帝国は解体に向かい、大戦末期の1918年のオーストリア革命によって第一共和国が成立した。上オーストリア、下オーストリア、ケルンテン、ザルツブルク地方、チロルのドイツ人居住地域（南チロルを除く）などを残すのみの小国となったオーストリアでは、ドイツとの統合が政治的立場の左右を問わない国民の念願となったが、サン＝ジェルマン条約によってドイツとオーストリアとの統合は禁じられた。
ドイツ・オーストリア合邦（アンシュルス）がようやく実現したのは1938年のことだったが、それは決して平和的なものではなく、ナチス・ドイツによる軍事的圧力の下で行われた。エスターライヒ（オーストリアのドイツ語名）という地名は抹殺されて「オストマルク」と改称させられ、戦争の惨禍に巻き込まれた。ナチス・ドイツを率いたアドルフ・ヒトラーはオーストリア出身で、ドイツに移り「ドイツ民族の糾合」を唱えたが、自身のルーツはボヘミア（チェコ）系（ボヘミア・ドイツ人?）であった。ボヘミア自体も現在こそスラヴ系が圧倒的多数となっているが、ドイツ人入植者が多かったころは神聖ローマ帝国の帝都としてプラハがドイツ民族の中心となった時期もあり、スラヴ系でもゲルマン風の名乗りが多くなるなど、その住民の出自は混沌としている。ドイツ人がこうしたものであるように、オーストリア民族というのは文化的集団であり、後述するように国家によって創造される概念である。
ナチス・ドイツ統治下時代を経て、オーストリア人は自分たちがドイツ人ではなくオーストリア人であるという感情（アイデンティティ）を初めて抱くようになり、1955年にカール・レンナー首班によるオーストリア第二共和国が成立する。しかし、今なお右派政党は国号にドイツの文字を入れるように主張し、またしばしば、上記2の意味合いでドイツ人という言葉が用いられる。
特に近年、統一EUの発足後、東欧人やトルコ人への差別意識を背景にドイツ民族主義の復興が著しい。オーストリアの地名には頭にドイッチェ（ドイツ人の）とつくものがドイツ以上に目立つが、これはドイツ人地域内で南東部に位置して異民族との境界に接してきた歴史を反映している。
ただし、宗教的にオーストリア人はドイツのバイエルン州の住民と同じくカトリックが主流で、ドイツ国内の他の地域で信者が多い福音主義教会の信者が少ない。